# Jori Saarnio
Jori Saarnio, auch Jori Sarnio, gebürtig Yrjö Saarnio (* 18. September 1888 in Helsinki, Russisches Kaiserreich, heute Finnland; † 13. April 1933 in Hämeenlinna, Finnland) war ein finnischer Opernsänger, Theaterschauspieler und Stummfilmschauspieler beim deutschen Kino der frühen 1920er-Jahre.

## Leben und Wirken

### Am Theater und an der Oper
Yrjö Saarnio begann seine künstlerische Laufbahn 1905 am National-Theater von Helsinki. Zu seinen frühen Sprech-Hauptrollen zählen der Svengali in Trilby, der Shylock in Der Kaufmann von Venedig, der Don Carlos, der Kean, der Franz Moor in Die Räuber und der Othello. Als Sänger konnte man Saarnio nach seiner Ausbildung bei Professor Cortongi seit Herbst 1912 an der Oper von Helsinki als Tonio in Der Bajazzo, in der Titelrolle des Rigoletto und als Escamillo in Carmen sehen und hören. Gastspielreisen führten ihn nach eigener Aussage bis nach Schweden, Estland, Russland und in die Vereinigten Staaten.

### Beim Film
Nach eigener Aussage will Yrjö Saarnio, der sich in Deutschland Jori Saarnio bzw. Sarnio nannte, bis 1922 in 28 Filmen, darunter mehrfach als Hauptdarsteller, mitgewirkt haben, so auch in Kopenhagen, Stockholm und Moskau. Belegt sind jedoch nur kleine Filmrollen im Berlin der frühen 1920er Jahre: Er spielte den Ada in Lederstrumpf, den Parker in Das grüne Zimmer, den Jim in Liebes-Hintertreppen und den Detektiv in Die rote Marianne. Nach einer Studentenrolle in Fred Sauers Jugend verließ Saarnio 1922 Deutschland wieder und ging für ein weiteres Filmprojekt nach Frankreich, wo er mit Marcel L’Herbier arbeitete. Nach seiner Rückkehr nach Finnland sah man Sarnio nur noch in einem Film, Kajastus. Dort spielte der von 1916 bis zu seinem Tode 1933 mit der Koloratursängerin Dagmar Parmas (1886–1940) verheiratete Künstler 1930 einen Oberst.

## Filmografie
- 1920: Lederstrumpf
- 1921: Das grüne Zimmer
- 1921: Liebes-Hintertreppen
- 1922: Die rote Marianne
- 1922: Jugend
- 1923: Resurrection
- 1930: Kajastus

## Einzelnachweis
1. ↑  Geburtsdatum laut „Filmstern“, das vom Künstler selbst genannt wurde, IMDb und der finnische Wikipedia-Eintrag sowie eine Website nennen, ohne dies allerdings zu belegen, das Jahr 1890